# Екологічна геофізика
Екологічна геофізика — науковий напрямок (розділ)  екологічної геології, що досліджує морфологічні, ретроспективні і прогнозні завдання, пов'язані з вивченням геофізичних полів природного і техногенного походження, їх відхиленням від норми і вплив на біоту (живі організми, включаючи людину).
Для цього залучаються методи  геофізики,  геотектоніки, сейсмотектоніки і дані медико-біологічних дисциплін. При цьому також необхідне тісне співробітництво з представниками медико-санітарної служби.